# Алеховка (Узденский район)
Алеховка (бел. Алёхаўка) — деревня в Узденском районе Минской области Беларуси. В составе Дещенского сельсовета.

## География
Пролегает дорога Н9844. 
Ближайшие населённые пункты Александрово (Дзержинский район), Теляково, Петровск (Узденский район) и др.

### Гидрография
Река Олеховка.

## Этимология
Название от реки Олеховка.

## История

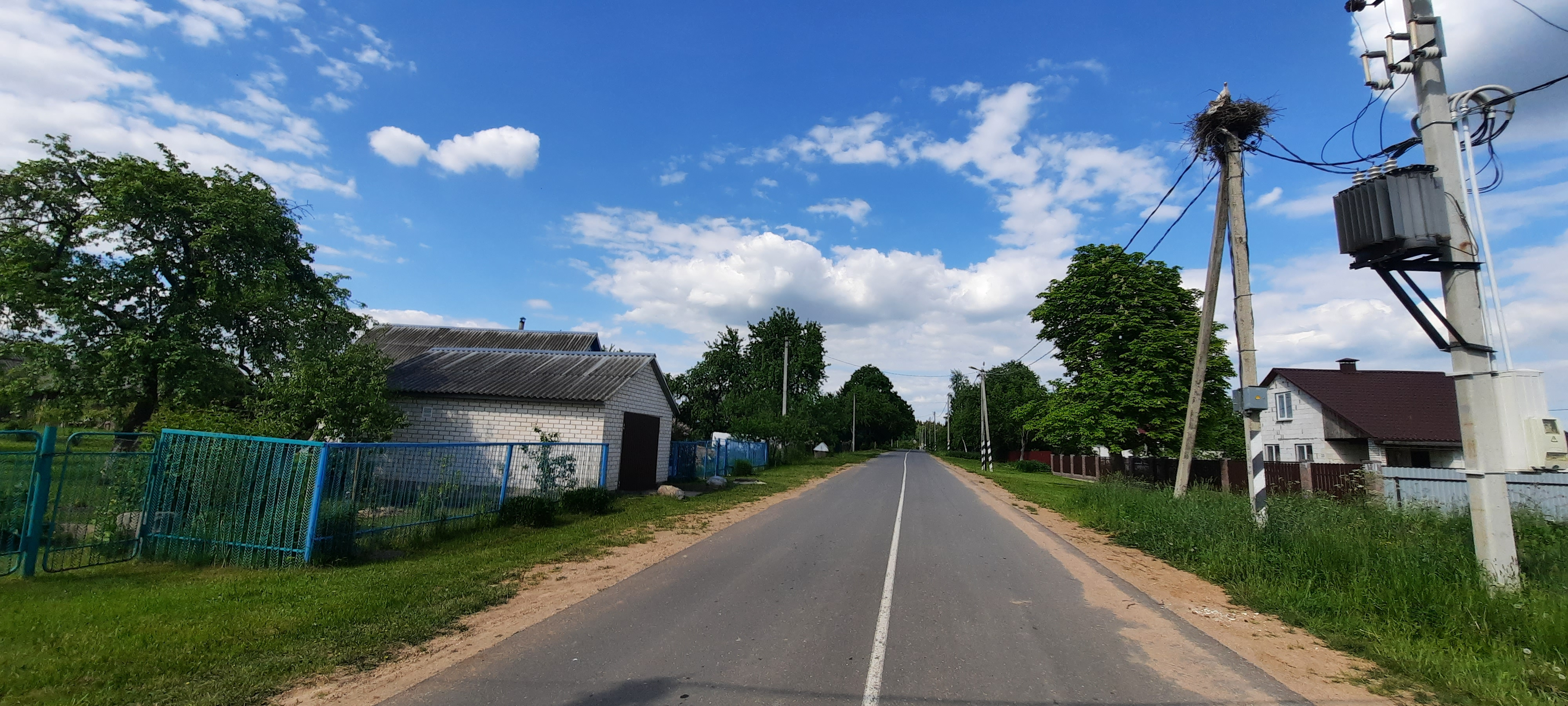

В 1924 году в деревне было 183 жителя, местные дети учились в Теляковской школе. Перед Второй мировой войной было 29 дворов, 137 жителей. В феврале 1944 года немецкие оккупационные власти сожгли деревню.
В 2 км к западу от деревни, в пойме р. Олеховка находится археологический памятник — городище культуры штрихованной керамики.
До 30 октября 2009 года деревня входила в состав Теляковского сельсовета. С 2009 года по 2013 гг. в составе Узденского сельсовета.

## Население

### Численность
- 2019 год — 13 жителей

### Динамика
- 1999 год — 20 жителей (перепись населения)
- 2009 год — 19 жителей (перепись населения)[4]
- 2019 год — 13 жителей (перепись населения)

## Достопримечательность
В 2 км к западу от деревни, в пойме р. Олеховка находится археологический памятник — городище культуры штрихованной керамики.
На возвышенности в пойме р. Олеховка (верхнее течение р. Жесть). Площадка почти круглая в плане, размерами 50х60 м, имелись вал и ров. Открыл в 1868 году и исследовал в 1869 году Е. Завиша. Найдены черепки груболепной посуды, глиняные пряслицы, кости животных, шлаки и молот от металлургического производства. В 1949 и 1971 гг. обследовал А. Г. Митрофанов, в 1976 — 1977 гг. Л. В. Колединский.

В обнажениях стенок котлована на площадке городища Л. В. Колединским зафиксирован культурный слой чёрного цвета. Собраны фрагменты глиняной обмазки жилищ, обломки лепной посуды со штриховкой, глиняные биканические пряслицы и фрагмент грузика дяковского типа. Материалы датируются VII в. до н. э. — IV в. н.э., хранятся в Узденском историко-краеведческом музее.